# Beloci
Beloci (in ucraino Білоч?, Biloch; in russo Белочи?, Belochi; in polacco Biełocz) è un comune della Moldavia controllato dall'autoproclamata repubblica di Transnistria. È compreso nel distretto di Rîbnița